# Eesti Päevaleht
Eesti Päevaleht ist eine Tageszeitung in Estland. Sie ist nach Postimees die auflagenstärkste Qualitätszeitung des Landes. Eesti Päevaleht ist parteipolitisch unabhängig, vertritt aber tendenziell eine politisch linksliberale Linie.

## Geschichte
Eesti Päevaleht wurde 1995 durch die Fusion der drei Zeitungen Päevaleht („Tageblatt“), Hommikuleht („Morgenblatt“) und Rahva Hääl („Volksstimme“), der privatisierten ehemaligen Parteizeitung der Kommunistischen Partei Estlands, gegründet. 
Ende der 2000er-Jahre hatte die Zeitung noch eine Auflage von etwa 36.000 Exemplaren. Ab 2008 verlor sie jedoch aufgrund der Weltfinanzkrise deutlich an Lesern. Die Auflage sank auf etwa 13.200 Exemplare im Jahr 2020 ab und reduzierte sich bis Ende 2023 weiter auf 7.985 Exemplare, während die Zahl der digitalen Abonnenten bis Anfang 2024 auf etwa 102.000 anstieg. Dies veranlasste Eesti Päevaleht, ihre Printausgabe zum April 2024 einzustellen. Fortan soll nur noch die Freitagsausgabe mit ausführlichen Interviews und Reportagen in gedruckter Form erscheinen.
Das zum Teil kostenpflichtige Web-Angebot epl.ee verzeichnet derweil etwa 500.000 Unique Visits pro Monat.

## Verlag
Eesti Päevaleht gehört zu je 50 % den estnischen Unternehmern Hans H. Luik (AS Eesti Ekspress Grupp) und Jaan Manitski (Vivarone OÜ). Teil des Konzerns ist die wichtigste Wochenzeitung des Landes, Eesti Ekspress. Zur selben Gruppe gehören u. a. auch die größte Boulevardzeitung Estlands, Õhtuleht, die für den ländlichen Raum bestimmte Zeitung Maaleht, ein Buchverlag, das digitale Fotoarchiv Pressifoto sowie die Gratiszeitung Linnaleht, die auf Estnisch und Russisch erscheint.